# Simon Magda
Simon Magda (Szatmárnémeti, 1908. július 20. – Bukarest, 1969. március 7.) erdélyi magyar író, újságíró.

## Életútja
Szülővárosában érettségizett; az 1930-as évek elejétől újságíró a Brassói Lapoknál, 1936-tól a Nagyváradi Naplónál. 1944 júniusában Nagyváradról Auschwitzba deportálták. 1945-ben tért haza, a következő évben újrakezdte újságírói pályáját, előbb a nagyváradi Fáklyánál, majd a Romániai Magyar Szó nagyváradi tudósítójaként.
Noha a Brassói Lapok hasábjain költőként jelentkezett, a későbbiek során irodalomkritikáival és megrázó hitelességű dokumentumriportjaival szerzett országos hírnevet. A falvak nincstelenjei, a paraszti lét sorsfordulói és Ady nagyváradi éveinek kutatása álltak érdeklődésének középpontjában. A sok évi barangolásai során szerzett élmények, benyomások szolgáltak olvasmányos riportregényei és színpadi művei forrásául is. Számos falusi tárgyú jelenetet írt műkedvelő színjátszók számára.

## Művei
- Fordul a világ Érolaszin (riport, Bukarest, 1949)
- Tanyai lelkek (riportkötet, Bukarest, 1956; 2. kiad. Csehi Gyula bevezető tanulmányával, Bukarest, 1968. Romániai Magyar Írók)
- Borsi krónika (riportkötet, Marosvásárhely, 1959)
- Megbékülés (színmű, Bukarest, 1960)
- Százházas lakodalom (színmű, Bukarest, 1960)
- Jégverés (jelenet, Bukarest, 1962)
- A nagy futószalagon. Riport a halálról (Bukarest, 1967; románul: Pe marea bandă rulantă. Bukarest, 1969)
- Cselédkenyéren. Kisregények (Bukarest, 1968)
- Váradi harangok. Vallomások, életképek, dokumentumok; összeáll., jegyz. Robotos Imre; Kriterion, Bukarest, 1975